# Първо причастие
Първотото причастие е церемония в някои християнски традиции, по време на която човек за първи път приема Евхаристията. То е най-често срещано сред латинската църковна традиция на католическата църква, лутеранската църква и англиканското съобщество (други църковни провинции от тези деноминации администрират Първото причастие на конгреганта, след като той / тя получи потвърждение).
В църквите, които празнуват Първо причастие, това обикновено се случва на възраст между 7 и 13 години, като често действа като обред при който индивида напуска една група и преминава към друга, в случая религиозна.
В други деноминации, като Методистката църква в Индия, първото причастие обикновено следва приемането на потвърждение, което се случва след 10-годишна възраст; Източноправославните и ортодоксални православни християни за първи път получават тайнството Свето причастие в ранна детска възраст, заедно със Светото кръщение и миропомазване.

## Характеристики в различните религии
Католиците смятат, че това събитие е много важно, тъй като Евхаристията заема централна роля в католическата теология и практика.
Първо причастие не се празнува в православната църкви, Нехалкедонските църкви или Асирийската източна църква, тъй като те практикуват детско причастие (което често се извършва едновременно с кръщението и „потвърждението“ на бебето).
Честването на тази церемония обикновено е по-малко сложно в много протестантски църкви. Католици и някои протестанти вярват, че Христос наистина присъства в Евхаристията; Римокатолиците вярват, че това е чрез транссубстанциация, лутерани вярват, че това е чрез сакраментален съюз, методистите вярват, че начинът, по който Христос се проявява в евхаристийните елементи, е Света Мистерия, докато Реформаторите твърдят невидимо присъствие.
Други деноминации имат различно разбиране, като Евхаристията е символична трапеза и средство за спомен от последната вечеря на Христос.